# 2e cérémonie des British Academy Film Awards
La 2e cérémonie des British Academy Film Awards, organisée par la British Academy of Film and Television Arts, s'est déroulée en 1949 et a récompensé les films sortis en 1948.

## Palmarès

### Meilleur film de toutes sources
- Hamlet
  - Feux croisés (Crossfire)
  - Première Désillusion (The Fallen Idol)
  - Monsieur Vincent
  - La Cité sans voiles (The Naked City)
  - Païsa (Paisà)
  - Quatre pas dans les nuages (Era di venerdì 17)

### Meilleur film britannique
- Première Désillusion (The Fallen Idol)
  - Hamlet
  - Oliver Twist
  - Once a Jolly Swagman (en)
  - Les Chaussons rouges (The Red Shoes)
  - L'Épopée du capitaine Scott (Scott of the Antarctic)
  - Heures d'angoisse (en) (The Small Voice)

### Meilleur film documentaire
Nouvelle catégorie.
- Louisiana Story
  - Farrebique ou Les Quatre Saisons
  - Is Everybody Listening?
  - Shadow of the Ruhr
  - Those Blasted Kids
  - Three Dawns to Sydney

### Special Awards
- Atomic Physics
  - Bear That Got a Peacock's Tail
  - Divided World
  - Norman McLaren Abstract Reel
  - Paramount British Newsreel: Gandhi's Funeral
  - Rubens
  - The Cat Concerto
  - Your Children's Sleep

### UN Award
Nouvelle catégorie.
- Aucun gagnant
  - Atomic Physics
  - Hungry Minds
  - The Winslow Boy

## Récompenses et nominations multiples

### Nominations multiples
2 : Hamlet, Première Désillusion, Atomic Physics

### Récompenses multiples
Légende : Nombre de récompenses/Nombre de nominations
Aucune